# Aconophora obfuscata
Aconophora obfuscata är en insektsart som beskrevs av Buckton. Aconophora obfuscata ingår i släktet Aconophora och familjen hornstritar. Inga underarter finns listade i Catalogue of Life.